# Олешешти (Бузау)
Олешешти (рум. Oleșești) насеље је у Румунији у округу Бузау у општини Парсков. Oпштина се налази на надморској висини од 310 m.

## Становништво
Према подацима из 2002. године у насељу је живело 37 становника, од којих су сви румунске националности.